# Megacyllene comanchei
Megacyllene comanchei là một loài bọ cánh cứng trong họ Cerambycidae.